# 和歌山県道229号古座川熊野川線
和歌山県道229号古座川熊野川線（わかやまけんどう229ごう こざがわくまのがわせん）は、和歌山県東牟婁郡古座川町から新宮市に至る一般県道である。

## 概要
東牟婁郡古座川町佐田から新宮市熊野川町西に至る。全線にかけて道が狭く、山の中を通るが、古座川町松根までは農地や集落があるため、生活道路として地元住民が利用している。
新宮市熊野川町畝畑 - 新宮市熊野川町北ノ川（現在は熊野川町畝畑に編入）間はかつて林業で栄え、多くの集落が点在していたが、現在はほとんど無住となっており、県道43号同様に路面が荒れた区間が多く、また素掘りのトンネルが数か所ある。

### 路線データ
- 起点：和歌山県東牟婁郡古座川町佐田（国道371号交点）
- 終点：和歌山県新宮市熊野川町西（和歌山県道44号那智勝浦熊野川線交点）
- 実延長：42.107 km

## 路線状況

### 道路施設

#### 橋梁
- 畝ヶ崎橋（古座川、東牟婁郡古座川町）
- 五郎橋（東牟婁郡古座川町）
- けかち橋（古座川、東牟婁郡古座川町）
- 杉谷橋（杉谷、東牟婁郡古座川町）
- 中突橋（中ヅク谷、東牟婁郡古座川町）
- 小合寺橋（古座川、東牟婁郡古座川町）

#### トンネル
- 足郷トンネル：延長315 m、1983年（昭和58年）竣工、東牟婁郡古座川町 - 新宮市
- 和田川一号トンネル：延長183 m、1957年（昭和32年）竣工、新宮市
- 和田川二号トンネル：延長31 m、1957年（昭和32年）竣工、新宮市
- 和田川三号トンネル：延長90 m、1957年（昭和32年）竣工、新宮市
- 和田川四号トンネル：延長64 m、1958年（昭和33年）竣工、新宮市
- 和田川五号トンネル：延長47 m、1958年（昭和33年）竣工、新宮市

## 地理

### 通過する自治体
- 和歌山県
  - 東牟婁郡古座川町 - 新宮市

### 交差する道路
| 交差する道路                              | 市町村名 | 市町村名 | 交差する場所 | 交差する場所 |
| ----------------------------------------- | -------- | -------- | ------------ | ------------ |
| 国道371号 和歌山県道38号すさみ古座線 重複 | 東牟婁郡 | 古座川町 | 佐田         | 起点         |
| 和歌山県道44号那智勝浦熊野川線            | 新宮市   | 新宮市   | 熊野川町西   | 終点         |

### 沿線
- 古座川
- 西川郵便局